# Romain Barnier
Pour les articles homonymes, voir Barnier.
Romain Barnier est un ancien nageur français né le 10 mai 1976 à Marseille, spécialiste des 100 et 200 mètres nage libre.

## Biographie
Lors de sa carrière, il participe à deux Jeux olympiques, Sydney en 2000 et Athènes en 2004.
Il remporte la médaille de bronze du 100 mètres nage libre aux championnats d'Europe en petit bassin à Anvers en 2001, ainsi que la médaille de bronze du relais 4 × 100 mètres nage libre aux championnats du monde en grand bassin à Barcelone en 2003.
Après toute une carrière passée au sein du Cercle des nageurs d'Antibes, il termine la compétition dans sa ville de naissance et signe pour le Cercle des nageurs de Marseille où il officie désormais en qualité de manager sportif et entraîneur pour la section natation.

## Palmarès
- 11 titres de champions de France[réf. nécessaire]